# مايكل وليامز (منتج أفلام)
مايكل وليامز (بالإنجليزية: Michael Williams)‏ (و. 1957  م) هو منتج أفلام، من الولايات المتحدة الأمريكية، ولد في الولايات المتحدة الأمريكية.

## التعليم
تعلم في جامعة بوسطن، وكلية بوسطن الجامعية للاتصالات ‏.

## جوائز
حصل على جوائز منها:
- جائزة إيمي.

## وصلات خارجية
- مايكل وليامز على موقع IMDb (الإنجليزية)
- مايكل وليامز على موقع قاعدة بيانات الفيلم (الإنجليزية)